# Hepialídeos
Hepialidae é uma família de insectos da ordem Lepidoptera, popularmente conhecidas como mariposas.

## Taxonomia e sistemática
A família Hepialidae constituem, de longe, o grupo mais diversificado e primitivo de Lepidoptera da subordem Exoporia, dentro da superfamília Hepialoidea. Há 60 gêneros e pelo menos 587 espécies atualmente reconhecidas dessas mariposas primitivas registradas em todo o mundo. No Brasil, conta com cerca de 300 espécies conhecidas  distribuídas por 16 gêneros.
Os gêneros Fraus (endêmica da Austrália),  Gazoryctra (nos continentes boreais), Afrotheora (África do Sul), e Antihepialus (África) são também consideradas como sendo um dos mais primitivos, contendo quatro gêneros e cerca de 51 espécies, na qual, são oriundas do sul de Gondwana e são distintas do grupo Hepialidae. Os gêneros mais diversos são Oxycanus, com 73 espécies, Endoclita com 60 espécies, Thitarodes com 51 espécies e o gênero Cibyra com 50 espécies, seguindo a relação dos gêneros Exoporia. Muitos das relações entre os gêneros, ainda não estão bem estabelecidos; veja abaixo, uma lista ordenada por sinônimos, e da caixa taxonômica.

## Morfologia e identificação
A família Hepialidae é considerado primitiva, possuindo um certo número de diferenças estruturais, que as diferenciam de outras mariposas, que são, as antenas muito curtas e a falta de uma probóscide (espirotromba) funcional. Como outros do gênero Exoporia, o esperma é transferido para o ovo por um canal externo entre o "ostium" e o ovipório. Outros tipos de mariposas possuem uma cloaca comum. Estas mariposas são "homoneurous", ou seja, possuem as asas dianteiras similares com as asas traseiras, sendo assim, classificadas como filogeneticamente basais. 
São mariposas de porte mediano a grande, variando de 1 a 15 cm ou mais de largura das asas, tipicamente exibindo coloração amarela, parda ou marrom; algumas espécies são mais coloridas. As lagartas são cilíndricas e alogadas, com falsas pernas abdominais dotadas de crochets. Muitas espécies exibem um forte dimorfismo sexual, apresentando os machos menores, o que é mais comum do que nas fêmeas, mas nas grandes altitudes, foram encontradas fêmeas de mariposas do gênero Pharmacis e Aoraia que tinham asas atrofiadas (condição braquíptera).

## Distribuição

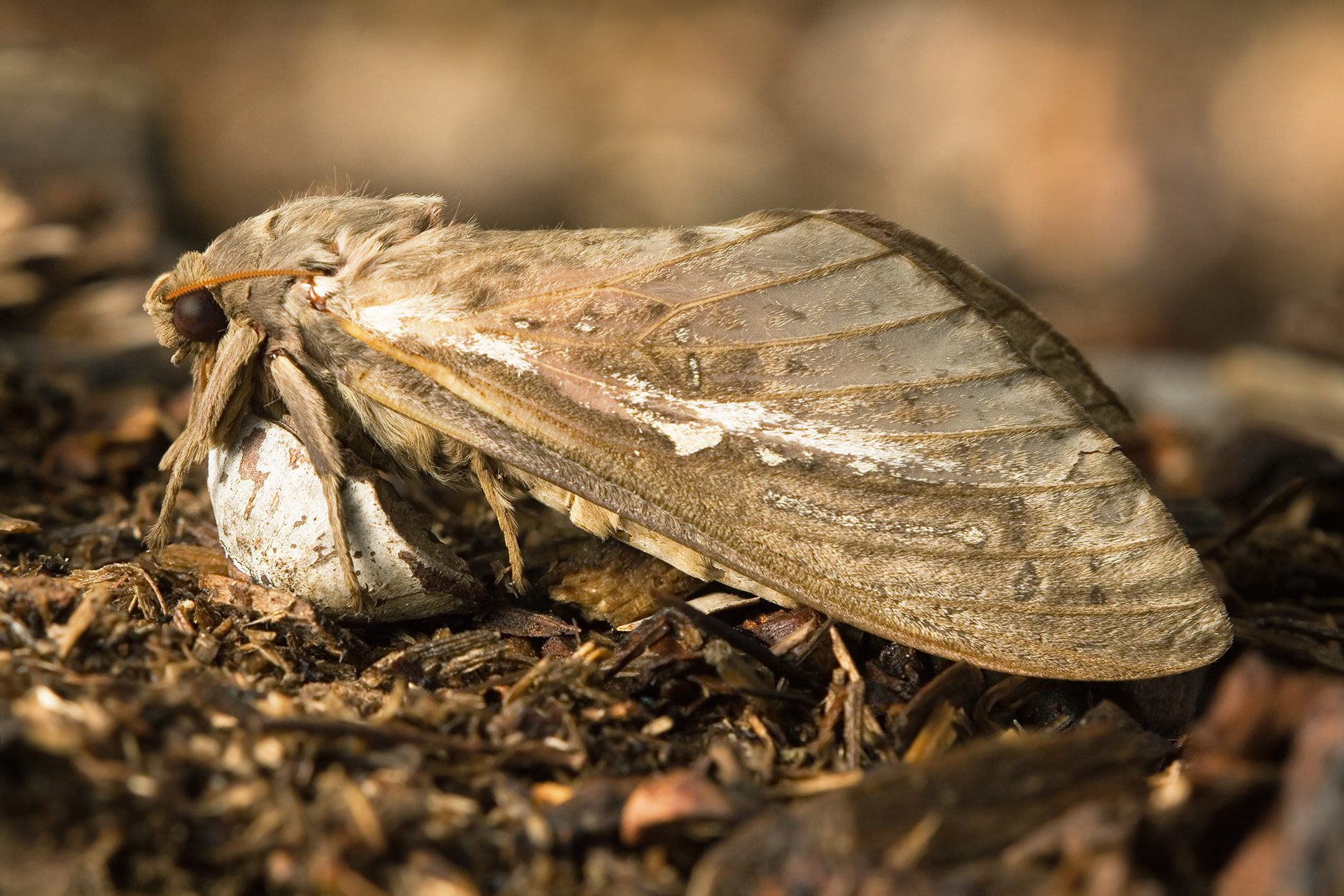
Abantiades latipennis, Tasmania, Australia

As mariposas da família das Hepialidae, estão distribuídas em grandes áreas em todo o mundo, exceto na Antártida, sendo particularmente diversas na África e Oceania. Surpreendentemente não são encontradas na ilha de Madagáscar e nas ilhas do Caribe e nem nas ilhas da Oceania, com a exceção do gênero Phassodes no Fiji e Samoa Ocidental; talvez por falta de estudos especializados, pois recentemente foram descobertas mariposas Aenetus cohici na Nova Caledónia. Nas regiões orientais e Neotropicais, as hepialidaes diversificaram nas florestas tropicais, mas isso não parece o caso na Região afro-tropical. O tipo nomenclatural da espécie Eudalaca sanctahelena é derivada da remota ilha de Santa Helena. 

## Comportamento
As mariposas Phymatopus hecta são crepusculares, formando leks (aglomeração de machos para disputarem fêmeas) e apresentando convergência evolutiva com o gênero Ogygioses (Palaeosetidae). Na maioria dos gêneros, os machos voam rapidamente para as fêmeas virgens que os estão chamando através de seu feromônio. Em outros gêneros, são as fêmeas virgens que "montam" nas asa posteriores dos machos, emitindo um almiscarado feromônio através das escamas de seu metatórax.

## Biologia
As fêmea não põe seus ovos em um local específico, mas dispersa eles durante o voo, às vezes em grande número (29.000 foram registrados de uma única fêmea do gênero Trictena, que é provavelmente um recorde para um inseto Lepidóptera). As larvas  se alimentam de diversas maneiras. Provavelmente, todos do gênero Exoporia, ocultam  as larvas, fazendo túneis de seda em todos os tipos de substratos. Algumas espécies se alimentam de folhas jovens, fungos , musgos, vegetação em decomposição, samambaias, Gimnospérmica e plantas monocotiledôneas e Dicotiledôneas. Existe muito pouca evidência do uso de plantas hospedeiras, ao passo que uma espécie sul-africana, a Leto venus, está restrita à árvore Virgilia capensis, podendo ser um caso de espécies generalistas e especialista. A maioria se alimentam de raizes finas subterrâneas, pelo menos nos estágios iniciais, alimentam-se também, em túneis feitos  nos caules ou tronco de suas plantas hospedeiras. As pupa s tem espinhas dorsais nos segmentos abdominais e no membros inferiores de algumas subordem de mariposas, as Heteroneuras.
Incluem algumas espécies notáveis, como uma das maiores mariposas conhecidas, a espécie Trichophassus giganteus no Brasil, que pode passar de 160 mm de envergadura, que rivaliza com Leto stacyi pelo status de maior da família . A primeira mencionada espécie curiosamente parece mimetizar aranhas caranguejeiras, inclusive elevando as patas dianteiras quando ameaçada, e resistindo contra reagir ao ser tocada . A segunda foi hipotetizada de mimetizar um outro animal ameaçador, um réptil predador de aves, como forma de escapar de seus inimigos naturais .

## Importância econômica
A Medicina chinesa faz uso considerável de "múmias" de lagartas atacadas pelo fungo Cordyceps, produzindo um ingredientes caros
 . Os Witchetty grub (o que às vezes são lavas hepialidae), é uma fontes de alimentos popular, especialmente entre os aborígenes australianos. Na América do Sul e América Central, quase 50 espécies de larvas das mariposas da família Hepialidae são consideradas comestíveis. 
Espécies dos gêneros Wiseana, Oncopera, Oxycanus, Fraus, Hepialus e Dalaca são consideradas pestes de plantações na Australia, Nova Zelândia e na América do Sul. No Brasil, a lagarta de Trichophassus giganteus é considerada séria praga brocadora de Eucalyptus.

## Gêneros
Fontes  e identificação
:
- Gazoryctra fuscoargentea O. Bang-Haas 1927 - Norte da Escandinávia
- Gazoryctra ganna (Hübner 1808)- Alpes, Norte da Escandinávia, norte da Rússia
- Hepialus humuli Linnaeus 1758 Ghost Moth - Europa
- Korscheltellus lupulinus Linnaeus 1758 Common Swift - Europa
- Pharmacis aemiliana Costantini 1911 - Itália
- Pharmacis anselminae Teobaldelli 1977- Itália
- Pharmacis bertrandi Le Cerf 1936 - França
- Pharmacis carna Denis & Schiffermüller 1775 - Leste e centro da Europa
- Pharmacis castillana Oberthür 1883 - Espanha
- Pharmacis claudiae Kristal & Hirneisen 1994 - Itália
- Pharmacis fusconebulosa De Geer 1778 Map-winged Swift - Europa
- Pharmacis pyrenaica Donzel 1838 - Pirenéus
- Phymatopus hecta Linnaeus 1758 Gold Swift - Norte e centro da Europa
- Triodia adriaticus Osthelder 1931 - Croácia, Macedônia do Norte, Grécia, Bálcãs
- Triodia amasina Herrich-Schäffer 1851 - Bálcãs
- Triodia sylvina Linnaeus 1761 Orange Swift - Europa

## Literatura citadas
1. 1 2  Lima, A. da Costa (1938). Insetos do Brasil. Tomo 1. BR: Escola Nacional de Agronomia
2. ↑  «Lista do Brasil». fauna.jbrj.gov.br. Consultado em 20 de agosto de 2023
3. 1 2 3 4 5 6 7 8 9 10  Nielsen, E.S., Robinson, G.S. and Wagner, D.L. 2000. Ghost-moths of the world: a global inventory and bibliography of the Exoporia (Mnesarchaeoidea and Hepialoidea) (Lepidoptera) Journal of Natural History, 34(6): 823-878.Abstract
4. 1 2 3  Kristensen, N.P., (1999). The non-Glossatan Moths. Ch. 4, pp. 41-62 in Kristensen, N.P. (Ed.). Lepidoptera, Moths and Butterflies. Volume 1: Evolution, Systematics, and Biogeography. Handbook of Zoology. A Natural History of the phyla of the Animal Kingdom. Band / Volume IV Arthropoda: Insecta Teilband / Part 35: 491 pp. Walter de Gruyter, Berlin, New York.
5. ↑  Powell, Jerry A. (1 de janeiro de 2009).  Resh, Vincent H.; Cardé, Ring T., eds. «Chapter 151 - Lepidoptera: Moths, Butterflies». San Diego: Academic Press: 559–587. ISBN 978-0-12-374144-8. doi:10.1016/b978-0-12-374144-8.00160-0. Consultado em 20 de agosto de 2023
6. ↑  Sattler, K. (1991). A review of wing reduction in Lepidoptera. Bulletin of the British Museum of Natural History (Entomology), 60: 243-288.
7. ↑  Powell, Jerry A. (1 de janeiro de 2009).  Resh, Vincent H.; Cardé, Ring T., eds. «Chapter 151 - Lepidoptera: Moths, Butterflies». San Diego: Academic Press: 559–587. ISBN 978-0-12-374144-8. Consultado em 20 de agosto de 2023
8. ↑  http://www.sciencebuff.org/aenetus_cohici.php
9. ↑  Mallet, J. 1984. Sex roles in the ghost moth Hepialus humuli (L.) with a review of mating in the Hepialidae (Lepidoptera). Zoological Journal of the Linnean Society, 79: 67-82.
10. ↑  Tindale, N.B. (1932). Revision of the Australian ghost moths  (Lepidoptera Homoneura, family Hepialidae). part 1, Records of the South Australian Museum, 4: 497-536.
11. ↑  Grehan, J.R. 1989. Larval feeding habits of the Hepialidae (Lepidoptera)
Journal of Natural History, 23(4): 803-824.
12. ↑  Skuse, F. a. A. (30 de setembro de 1895). «On a case of presumed protective imitation». Records of the Australian Museum (em inglês) (6): 91–92. ISSN 0067-1975. doi:10.3853/j.0067-1975.2.1895.1205. Consultado em 20 de agosto de 2023
13. ↑  Wu, Y. and Yuan, D. (1997). Biodiversity and conservation in China: a view from entomologists. Entomologica Sinica, 4: 95-111.
14. ↑  «403 Forbidden» (PDF). Consultado em 8 de agosto de 2007. Arquivado do original (PDF) em 8 de agosto de 2007
15. ↑  Ramos-Elorduy, J. (2002). Edible insects of Chiapas, Mexico. Ecology of Food and Nutrition, 41(4): 271-299.
16. ↑  Dossey, A. T.; Tatum, J. T.; McGill, W. L. (1 de janeiro de 2016).  Dossey, Aaron T.; Morales-Ramos, Juan A.; Rojas, M. Guadalupe, eds. «Chapter 5 - Modern Insect-Based Food Industry: Current Status, Insect Processing Technology, and Recommendations Moving Forward». San Diego: Academic Press: 113–152. ISBN 978-0-12-802856-8. Consultado em 20 de agosto de 2023
17. ↑  «Organic management and control of exotic eucalyptus pests - Portal Embrapa». www.embrapa.br. Consultado em 20 de agosto de 2023
18. ↑  Chinery, M. (1986). Collins Guide to the Insects of Britain and Western Europe. (Reprinted 1991)
19. ↑  Skinner, B. (1984). Colour Identification Guide to Moths of the British Isles

## lista genérica
- Fraus Walker, 1856
  - =Hectomanes Meyrick, 1980
  - =Praus; Pagenstacher, 1909
- Gazoryctra Hübner, [1820]
  - =Garzorycta; Hübner, [1826]
  - =Gazoryctes; Kirby, 1892
- Afrotheora Nielsen and Scoble, 1986
- Antihepialus Janse, 1942
  - =Ptycholoma; Felder, 1874
- Bipectilis Chus and Wang, 1985
- Palpifer Hampson, [1893]
  - =Palpiphorus; Quail, 1900
  - =Palpiphora; Pagenstacher, 1909
- Eudalaca Viette, 1950
  - =Eudalacina Paclt, 1953
- Gorgopis Hübner, [1820]
  - =Gorcopis; Walker, 1856
- Metahepialus Janse, 1942
- Dalaca Walker, 1856
  - =Huapina Bryk, 1945
  - =Maculella Viette, 1950
  - =Toenga Tindale, 1954
- Callipielus Butler, 1882
  - =Stachyocera Ureta, 1957
- Blanchardinella Nielsen, Robinson & Wagner, 2000
  - =Blanchardina Viette, 1950, nec Labbe, 1899
- Calada Nielsen and Robinson, 1983
- Puermytrans Viette, 1951
- Parapielus Viette, 1949
  - =Lossbergiana Viette, 1951
- Andeabatis Nielsen and Robinson, 1983
- Druceiella Viette, 1949
- Trichophassus Le Cerf, 1919
- Phassus Walker, 1856
- Schausiana Viette, 1950
- Aplatissa Viette, 1953
- Pfitzneriana Viette, 1952
- Cibyra Walker, 1856
- Cibyra (Pseudodalaca Viette, 1950)
- Cibyra (Gymelloxes Viette, 1952)
- Cibyra (Alloaepytus Viette, 1951)
- Cibyra (Aeptus) Herrich-Schäffer, [1858]
- Cibyra (Thiastyx Viette, 1951)
- Cibyra (Schaefferiana Viette, 1950)
- Cibyra (Paragorgopis Viette, 1952)
- Cibyra (Hepialyxodes Viette, 1951)
- Cibyra (Xytrops Viette, 1951)
- Cibyra (Cibyra Walker, 1856)
- Cibyra (Lamelliformia Viette, 1952)
- Cibyra (Tricladia Felder, 1874)
  - =Pseudophassus Pfitzner, 1914
  - =Parana Viette, 1950
- Cibyra (Pseudophilaenia Viette, 1951)
- Cibyra (Philoenia Kirby, 1892)
  - =Philaenia auctt.
- Cibyra (Yleuxas Viette, 1951)
- Phialuse Viette, 1961
- Roseala Viette, 1950
- Dalaca auctt., nec Walker, 1856
- Pfitzneriella Viette, 1951
- Aoraia Dumbleton, 1966
  - =Trioxycanus Dumbleton, 1966
- Triodia
  - =Alphus Wallengren, 1869, nec Dejean, 1833
- Korscheltellus Börner, 1920
- Pharmacis Hübner, [1820]
- Thitarodes Viette, 1968
  - =Forkalus Chu and Wang, 1985
- Phymatopus Wallengren, 1869
  - =Hepiolopsis Börner, 1920
  - =Phimatopus; auctt.
- Phymatopus auctt. nec Wallengren, 1869
- Hepialus Fabricius, 1775
  - =Hepiolus Illiger, 1801
  - =Epialus Agassiz, 1847
  - =Epiolus Agassiz, 1847
  - =Tephus Wallengren, 1869
  - =Trepialus; Latreille, [1805]
- Zenophassus Tindale, 1941
- Sthenopis auctt. nec Packard, [1865]
- Endoclita; Felder, 1874
  - =Endoclyta, Felder, 1875
  - =Hypophassus, Le Cerf, 1919
  - =Nevina, Tindale, 1941
  - =Sahyadrassus,  Tindale, 1941
  - =Procharagia, Viette, 1949
- Neohepialiscus Viette, 1948
- Elhamma Walker, 1856
  - =Perissectis Meyrick, 1890
  - =Pericentris; Pagenstacher, 1909
  - =Zauxieus Viette, 1952
  - =Theaxieus Viette, 1952
- Jeana Tindale, 1935
- Cladoxycanus Dumbleton, 1966
- Wiseana Viette, 1961
  - =Porina Walker, 1956, nec d'Orbigny, 1852
  - =Gorina; Quail, 1899
  - =Goryna; Quail, 1899
  - =Philpottia Viette, 1950, nec Broun, 1915
- Heloxycanus Dugdale, 1994
- Dumbletonius; auctt
  - =Trioxycanus Dumbleton, 1966
- Dioxycanus Dumbleton, 1966
- Napialus Chu and Wang, 1985
- Hepialiscus Hampson, [1893]
- Parahepialiscus Viette, 1950
- Xhoaphryx Viette, 1953
- Aenetus Herrich-Schäffer, [1858]
  - =Charagia Walker, 1856
  - =Phloiopsyche Scott, 1864
  - =Oenetus; Kirby, 1892
  - =Choragia; Pagenstacher, 1909
  - =Oenetes; Oke, 1953
- Leto Hübner, [1820]
  - =Ecto; Pagenstacher, 1909
- Zelotypia Scott, 1869
  - =Xylopsyche Swainson, 1851
  - =Leto; auctt
- Oncopera
  - =Oncoptera Walker, 1890
  - =Paroncopera Tindale, 1933
  - =Onchopera; Birket-Smith, 1974
  - =Onchoptera; Birket-Smith, 1974
- Trictena Meyrick, 1890
- Bordaia Tindale, 1932
  - =Bordaja; Chu and Wang, 1985
- Abantiades Herrich-Schäffer, [1858]
  - =Pielus Walker, 1856
  - =Rhizopsyche Scott, 1864
- Oxycanus Walker, 1856
  - =Porina Walker, 1856
  - =Gorina; Quail, 1899
  - =Goryna; Quail, 1899
  - =Paraoxyxanus Viette, 1950
- Phassodes Bethune-Baker, 1905